# اینیشیتیو

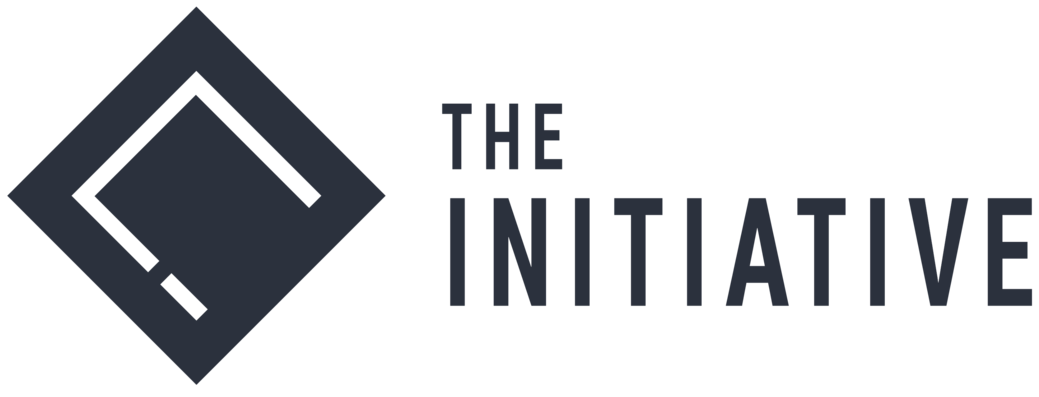
اینیشیتیو (به انگلیسی: The Initiative) یک توسعه‌دهنده بازی ویدئویی در سنتا مونیکا، کالیفرنیا و یکی از استودیوهای اکس‌باکس گیم استودیوز می‌باشد.

اینیشیتیو (به انگلیسی: The Initiative) یک توسعه‌دهنده بازی ویدئویی در سنتا مونیکا، کالیفرنیا و یکی از استودیوهای اکس‌باکس گیم استودیوز می‌باشد. این شرکت در سال ۲۰۱۸ با هدف توسعه بازی‌های "AAAA" برای کنسول‌های اکس‌باکس تأسیس شد. این شرکت در حال حاضر درحال توسعه یک ریبوت از مجموعه بازی پرفکت دارک می‌باشد.